# Kardinal in pectore
Kardinal in pectore (latinsko cardinalis in pectore; italijansko il cardinale in petto) je kardinal, ki ga določi za to službo papež – navadno v konzistoriju, vendar njegovega imena ne objavi javno iz različnih razlogov. Latinska označba izhaja iz dejstva, da kardinalovo ime ostane »skrito v papeževem srcu (prsih)«  (italijansko segreto nel cuore (petto) del pontefice).
Papež si pridržuje objavo kardinalov in pectore, po svoji uvidevnosti, v enem od naslednjih konzistorijev. Če papež umrje pred objavo imena, bodo ostala vsa imena, ki jih nosi in pectore, za vedno skrivnost in jih nikoli ne bomo mogli šteti v kardinalski zbor.

## Kanonsko določilo
Sedanji Zakonik cerkvenega prava (latinsko Codex iuris canonici) obravnava zadevo takole:

## Cerkveni zakonik okardinalu in pectore
| Latinsko besedilo (canon 351 § 3) | Italijanski prevod (canone 351 § 3) | Slovenski prevod (kanon 351 § 3) |
| --- | --- | --- |
| Promotus ad cardinalitiam dignitatem, cuius creationem Romanus Pontifex annuntiaverit, nomen autem in pectore sibi reservans, nullis interim tenetur Cardinalium officiis nullisque eorum gaudet iuribus; postquam autem a Romano Pontifice eius nomen publicatum fuerit, iisdem tenetur officiis fruiturque iuribus, sed iure praecedentiae gaudet a die reservationis in pectore. | Colui che è promosso alla dignità cardinalizia, se il Romano Pontefice ne ha annunciato la creazione, riservandosi però il nome in pectore, durante questo tempo non è tenuto ad alcun dovere e non gode di alcun diritto proprio dei Cardinali; tuttavia dopo che il suo nome è stato reso pubblico dal Romano Pontefice, è tenuto a tali doveri e fruisce di tali diritti; ma gode del diritto di precedenza dal giorno della riserva in pectore. | Tistega, ki je bil povzdignjen v kardinalsko čast, in je njegovo imenovanje rimski papež razglasil, imena pa ni povedal, v tem času ne vežejo nobene dolžnosti in nima nobenih pravic kardinalov; ko pa rimski papež pozneje njegovo ime objavi, ima iste dolžnosti in pravice, prednostni red pa mu gre od dneva, ko je bil v srcu izbran. |

Objavi se na ta način:
- papež lahko objavi imenovanje novega kardinala, čigar ime je zadržal in pectore;
- kardinal in pectore nima nobenih dolžnosti niti pravic kardinalov v času med imenovanjem in javno objavo;
- pravico do prednosti pred drugimi kardinali, ki so bili imenovani po njegovem postavljanju in pectore in pred njegovo objavo. Prednostni red se ne računa od dneva objave ali razglasitve, ampak od dneva imenovanja oziroma izvolitve in določitve v srcu.

Zakonik ne omenja primera, ko bi papež umrl, preden bi objavil morebitno izbrane kardinale in pectore; očitno je, da taka imenovanja ne spadajo pod cerkveno pravo, ker jih ni mogoče niti oblikovati niti dokazovati na kakršen koli način.

## Kardinaliin pectoreod XV. do XVII. stoletja
Običaj imenovanja kardinalov in pectore izhaja od papeževanja Martina V. Do konca stoletja je bilo samo 10 imenovanih na ta način, določila pa še niso bila jasna. Nekateri kardinali in pectore so sodelovali v konklavu, druge pa so razglasili naslednji papeži.

### Papež Martin V.
23. julija 1423 sta bila imenovana dva kardinala in pectore, ki pa ju ni razglasil:
- Domenico Capranica, upravnik Ferma.
- Domingo Ram i Lanaja CRSA, kardinal-škof v Portu. [2]

- Giuliano Cesarini, imenovan 24. maja 1426, objavljen 8. novembra 1430.
- Prospero Colonna, imenovan 24. maja 1426, objavljen 8. novembra 1430.
- Juan Casanova, imenovan 8. novembra 1430, objavljen 4. julija 1431 Evgen IV.
- Guillaume Ragenel de Montfort, imenovan 8. novembra 1430, objavljen 4. julija 1431 Evgen IV.

### Papež Pij II.
- Burkhard Weisbriach (=Weißpriach), imenovan 5. marca 1460, objavljen 31. maja 1462.

### Papež Inocenc VIII.
9. marca 1489 je imenoval tri kardinale in pectore:
- Giovanni de' Medici, objavljen 26. marca 1492.
- Federico Sanseverino, objavljen 26. julija 1492. [3]
- Maffeo Gherardi OSB, beneški patriarh, objavljen 3. avgusta 1492. [4]

### Papež Aleksander VI.
- Luigi d'Aragona, imenovan maja 1494, objavljen 19. februarja 1496.
- Gianstefano Ferrero (tudi: Giovanni Stefano Ferrero), škof Vercellija; imenovan 28. septembra 1500, objavljen 28. junija 1502.[5]

20. marca 1500 je imenoval štiri kardinale in pectore , a imena prvega ni nikoli objavil; drugi trije so objavljeni 28. septembra 1500:
- Diego Hurtado de Mendoza y Quiñones, nadškof Seville.
- Amanieu d’Albret, apostolski administrator v Commingesu.
- Pedro Luis de Borja Lanzol de Romaní OSIo.Hieros., nadškof Valencije. [7]

### Papež Julij II.
- Matthäus Lang von Wellenburg, škof v Cartageni v Španiji; imenovan 10. marca 1511, objavljen 24. novembra 1512. [8]

### Papež Pavel III.
- Marino Ascanio Caracciolo, zaslužni škof (episcopus emeritus) v Cataniji na Siciliji;  imenovan 21. maja 1535,[9] objavljen 31. maja 1535.[10]

### Papež Urban VIII.
- Giovanni Battista Pamphilj, imenovan 30. avgusta 1627, objavljen 19. novembra 1629.

### Papež Inocenc XII.
- Sperello Sperelli, imenovan 14. novembra 1699, objavljen 24. novembra 1699.

## Kardinaliin pectoreod XIX. stoletja do danes
19. stoletje je videlo mnogo kardinalov v srcu; vsaj 15 pa tudi 20. stoletje.

### Papež Pij VII.
23. februarja 1801 so bili imenovani za kardinale in pectore:
- Antonio Felice Zondadari, nadškof Siene, objavljen 28. septembra 1801.
- Lorenzo Litta, objavljen 28. septembra 1801.
- Michelangelo Luchi, objavljen 28. septembra 1801.
- Carlo Crivelli, objavljen 29. marca 1802.
- Giuseppe Maria Spina, objavljen 29. marca 1802.
- Michele Di Pietro, objavljen 9. avgusta 1802.
- Carlo Francesco Maria Caselli, objavljen 9. avgusta 1802.
- Alphonse-Hubert de Latier de Bayane, dekan Rimske rote, objavljen 9. avgusta 1802.
- Francesco Maria Locatelli, nadškof Spoleta, objavljen 17. januarja 1803.
- Giovanni Castiglione, objavljen 17. januarja 1803.
- Charles Erskine of Kellie, objavljen 17. januarja 1803.

16. maja 1803 je bil imenovan za kardinala in pectore Luigi Gazzoli, objavljen pa 11. julija 1803.
24. avgusta 1807 je bil imenovan za kardinala in pectore Francesco Guidobono Cavalchini, objavljen pa šele 6. aprila 1818.
8. marca 1816 so bili imenovani za kardinale in pectore:
- Camillo de Simeoni, škof v Sutriju, objavljen 22. julija 1816.
- Giovanni Battista Quarantotti, tajnik združbe Propaganda Fide, objavljen 22. julija 1816.
- Giorgio Doria Pamphilj Landi, objavljen 22. julija 1816.
- Luigi Ercolani, objavljen 22. julija 1816.
- Stanislao Sanseverino, objavljen 22. julija 1816.
- Pedro Benito Antonio Quevedo y Quintano, škof Orensa, objavljen 23. septembra 1816.
- Francesco Cesarei Leoni, dekan Rimske rote, objavljen 28. julija 1816.
- Antonio Lante Montefeltro Della Rovere, objavljen 28. julija 1816.
- Lorenzo Prospero Bottini, objavljen 1. oktobra 1817.
- Fabrizio Sceberras Testaferrata, tajnik Rimske kurije, objavljen 6. aprila 1818.

10. marca 1823 je izvoljen za kardinala v srcu Giacinto Placido Zurla, objavljen 16. maja 1823.

### Papež Leon XII.
20. decembra 1824 je bil imenovan za kardinala in pectore Ludovico Micara, objavljen pa 13. marca 1826.
21. marca 1825 je bil imenovan za kardinala in pectore Mauro Cappellari, objavljen pa 13. marca 1826.
2. oktobra 1826 so bili imenovani za kardinale in pectore:
- Pietro Caprano, tajnik združbe Propaganda Fide, objavljen 15. decembra 1828.
- Alexander Štefan Rudnay, nadškof Ostrogona-Budimpešte, objavljen 15. decembra 1828.
- Benedetto Colonna Barberini di Sciarra, objavljen 15. decembra 1828.
- Giovanni Antonio Benvenuti, objavljen 15. decembra 1828.
- Giovanni Francesco Marazzani Visconti, objavljen 15. decembra 1828.
- Belisario Cristaldi, objavljen 15. decembra 1828.

### Papež Pij VIII.
15. marca 1830 je bilo imenovanih 8 kardinalov in pectore, ki niso bili objavljeni.

### Papež Gregor XVI.
30. septembra 1831 so bili imenovani za kardinale in pectore:
- Alessandro Giustiniani, nuncij na Portugalskem, razglašen 2. julija 1832.
- Francesco Tiberi Contigliano, nuncij v Španiji, objavljen 2. julija 1832.
- Ugo Pietro Spinola, nuncij v Avstriji, razglašen 2. julija 1832.
- Francesco Serra-Cassano, nadškof Capue, razglašen 15. aprila 1833.
- Francesco Canali, tajnik kongregacije za škofe, razglašen 23. junija 1834.
- Pietro Ostini, apostolski nuncij v Avstriji, objavljen 11. julija 1836.
- Benedetto Cappelletti, podtajnik gospodarske zbornice [11], razglašen 2. julija 1832.
- Luigi Del Drago, razglašen 2. julija 1832.
- Francesco Maria Pandolfi Alberici, razglašen 2. julija 1832.
- Luigi Gazzoli, objavljen 2. julija 1832.

23. junija 1834 so bili imenovani za kardinale in pectore:
- Giuseppe della Porta Rodiani, objavljen 6. aprila 1835.
- Giuseppe Alberghini, objavljen 6. aprila 1835.
- Alessandro Spada, razglašen 6. aprila 1835.
- Luigi Frezza, razglašen 11. julija 1836.
- Costantino Patrizi Naro, razglašen 11. julija 1836.
- Adriano Fieschi, razglašen 13. septembra 1838.

6. aprila 1835 je bil imenovan za kardinala in pectore Ambrogio Bianchi, objavljen  pa 8. julija 1839.
19. maja 1837 je bil imenovan za kardinala in pectore Angelo Mai, objavljen pa 12. februarja 1838.
12. februarja 1838 so bili imenovani za kardinale in pectore:
- Giovanni Soglia Ceroni, tajnik združbe za škofe, objavljen 18. februarja 1839.
- Antonio Tosti, objavljen 18. februarja 1839.
- Francesco Saverio Massimo, objavljen 24. januarja 1842.

13. septembra 1838 je bil imenovan za kardinala in pectore Filippo de Angelis, objavljen pa 8. julija 1839.
30. novembra 1838 je bil imenovan za kardinala in pectore Gabriele Ferretti, nadškof Ferma, objavljen pa 8. julija 1839.
18. februarja 1839 je bil imenovan za kardinala in pectore Charles Januarius Acton, objavljen pa 24. januarja 1842. 
23. decembra 1839 so bili imenovani za kardinale in pectore:
- Giovanni Maria Mastai-Ferretti, nadškof Imole, objavljen 14. decembra 1840.
- Gaspare Bernardo Pianetti, škof Viterba, objavljen 14. decembra 1840.
- Luigi Vannicelli Casoni, podtajnik apostolske zbornice[13], objavljen 24. januarja 1842. [14]

14. decembra 1840 sta bila imenovana za kardinala in pectore:
- Lodovico Altieri, nuncij v Avstriji, objavljen 21. aprila 1845.
- Silvestro Belli, objavljen 12. julija 1841, 24. januarja 1842 imenovan za škofa v Jesi. [15]

12. julija 1841 sta bila imenovana za kardinala in pectore:
- Tommaso Pasquale Gizzi, zaslužni tajnik Državnega tajništva, objavljen 22. januarja 1844.
- ime drugega kardinala ni bilo objavljeno.[16]

22. januarja 1844 je bil imenovan za kardinala in pectore Fabio Maria Asquini, tajnik združbe za škofe, objavljen 21. aprila 1845.
22. julija 1844 so bili imenovani kardinali in pectore:
- Francesco Capaccini, objavljen 21. aprila 1845.
- Giuseppe Antonio Zacchia Rondinini, podtajnik Apostolske zbornice, objavljen 21. aprila 1845.
- Lorenzo Simonetti, objavljen 24. novembra 1845.
- Giacomo Piccolomini, objavljen 24. novembra 1845.

21. aprila 1845 so bili imenovani 4 kardinali in pectore, njihova imena niso objavljena.
24. novembra 1845 je imenovan 1 kardinal in pectore; njegovo ime ni bilo objavljeno.

### Papež Pij IX.
21. decembra 1846 sta bila imenovana za kardinala in pectore:
- Raffaele Fornari, apostolski nuncij v Franciji, objavljen 30. septembra 1850.
- Giuseppe Bofondi, dekan Rimske rote, objavljen 11. junija 1847.

15. marca 1852 sta bila imenovana za kardinala in pectore:
- Michele Viale-Prelà, apostolski nuncij v Avstriji, objavljen 7. marca 1853.
- Giovanni Brunelli, apostolski nuncij v Španiji, objavljen 7. marca 1853.

19. decembra 1853 je bil imenovan za kardinala in pectore Camillo Di Pietro, nuncij na Portugalskem, ki je bil objavljen 16. junija 1856.
15. marca 1875 so bili imenovani za kardinale in pectore:
- Ruggero Luigi Emidio Antici Mattei, objavljen 17. septembra 1875.
- Salvatore Nobili Vitelleschi, tajnik združbe za škofe, objavljen 17. septembra 1875.
- Giovanni Simeoni, apostolski nuncij v Španiji, objavljen 17. septembra 1875.
- Lorenzo Ilarione Randi, podtajnik Apostolske zbornice, objavljen 17. septembra 1875.
- Bartolomeo Pacca mlajši, objavljen 17. septembra 1875.[18]

### Papež Leon XIII.
13. decembra 1880 so bili imenovani za kardinale in pectore:
- Carlo Laurenzi, objavljen 27. maja 1882.
- Francesco Ricci Paracciani, objavljen 10. novembra 1884.
- Pietro Lasagni, objavljen 10. novembra 1884.[19]

30. decembra 1889 je bil imenovan za kardinala in pectore Vincenzo Vannutelli, apostolski nuncij na Portugalskem, objavljen 23. junija 1890.
16. januarja 1893 sta bila imenovana za kardinala in pectore:
- Adolphe-Louis-Albert Perraud, škof v Autunu, objavljen 29. novembra 1895.
- Andreas Steinhuber, objavljen 18. maja 1894.

19. junija 1899 sta bila imenovana za kardinala in pectore:
- Alessandro Sanminiatelli Zabarella, latinski carigrajski patriarh, objavljen 15. aprila 1901.
- Francesco Salesio Della Volpe, prefekt Apostolske zbornice, objavljen 15. aprila 1901.[20]

### Papež Pij X.
27. novembra 1911 je bil imenovan za kardinala in pectore António Mendes Bello, lizbonski patriarh, objavljen 25. maja 1914.

### Papež Benedikt XV.
4. decembra 1916 je bil imenovan za kardinala in pectore Adolf Bertram, škof Wrocława, Poljska (takrat Breslau, Nemčija), objavljen 15. decembra 1919.

### Papež Pij XI.
13. marca 1933 je bil imenovan za kardinala in pectore Federico Tedeschini, apostolski nuncij v Španiji, objavljen 16. decembra 1935.

### Papež Pij XII.
Ni imenoval nobenega kardinala in pectore.

### Papež Janez XXIII.
28. marca 1960 je imenoval tri kardinale in pectore, ki pa niso bili nikoli objavljeni. Kot možna kandidata se omenjata Francesco Lardone, apostolski nuncij v Turčiji, ter Josif Slipji, takrat nadškof v Lvovu (Ukrajina), ki naj bi ga in pectore imenoval že papež Pij XII. leta 1949, česar pa ni nikoli objavil; Pavel VI. ga je imnoval za kardinala 22. februarja 1965, ko je bil metropolit.

### Papež Pavel VI.
28. aprila 1969 sta bila imenovana dva kardinala in pectore:
- Stěpán Trochta SDB, škof v Litoměřicah, objavljen 5. marca 1973.
- Iuliu Hossu, grškokatoliški škof v Cluj-Gherla (Romunija), objavljen posmrtno 5. marca 1973. [26]

24. maja 1976 je bil imenovan za kardinala in pectore František Tomášek, apostolski upravitelj Prage, objavljen 27. junija 1977.

### Papež Janez Pavel I.
Ni imenoval nobenega kardinala in pectore. V času 33-dnevnega pontifikata ni imenoval nobenega kardinala. 

### Papež Janez Pavel II.
30. junija 1979 je bil za kardinala in pectore imenovan Ignatius Kung Pin-Mei, škof Šanghaja, razglašen 28. junija 1991. Papež je odlašal z objavo zaradi komunističnega nasilja ter preganjanja Rimu zvestih katoličanov na Kitajskem.
21. februarja 1998 sta bila imenovana dva kardinala in pectore:
- Marian Jaworski, nadškof Lvova (Ukrajina), objavljen 21. februarja 2001.
- Jānis Pujats, nadškof Rige, objavljen 21. februarja 2001.[29]

- 21. oktobra 2003 je izvolil papež Janez Pavel II. enega kardinala v srcu, ki ga nikoli ni objavil zaradi smrti, ki je nastopila 2. aprila 2005.[30]

Kot možni imenovani kardinali in pectore so se omenjali naslednji kandidati: 
1. Tadeusz Kondrusiewicz, nadškof Moskve, ki ga je krajevni pravoslavni patriarh zelo napadal;
2. Joseph Zen Ze-Kiun, nadškof Hong Konga, ki je kritiziral komunistične kitajske oblasti zaradi preganjanja vernikov;
3. Stanisław Dziwisz, takratni nadškof Krakova in papežev osebni tajnik.[31]
4. Kroži tudi četrto ime. Tako naj bi bil to – po pisanju turških medijev – Fethullah Gülen, ki ga Recep Tayyip Erdoğan obtožuje za neuspeli državni udar v Turčiji leta 2016 in se je papež Janez Pavel II. z njim srečal leta 1998 papež Janez Pavel II. v zvezi z medverskim dialogom. Gülen je sicer muslimanski imam in kot tak ne more biti duhovnik in s tem kardinal.[32]

### Papež Benedikt XVI.
Ni imenoval nobenega kardinala in pectore. 

### Papež Frančišek
Ni imenoval nobenega kardinala in pectore.